# Королевский уланский полк
Королевский уланский полк (собственный Её Величества Елизаветы) (англ. The Royal Lancers (Queen Elizabeths' Own)) — кавалерийский полк Британской армии. Полк был сформирован путём объединения 9-го/12-го королевского уланского полка (принца Уэльского) и Её Величества королевского уланского полка 2 мая 2015 года. Он служит в качестве разведывательного полка.

## История
Полк был сформирован путем объединения 9-го/12-го королевского уланского полка (принца Уэльского) (9th/12th Royal Lancers (Prince of Wales’s)) и Её Величества королевского уланского полка (Queen’s Royal Lancers) 2 мая 2015 года. Об объединении было объявлено в июле 2012 года, и полк был сформирован с парадом объединения перед главнокомандующим, королевой, в замке Ричмонд 2 мая 2015 года.
5 апреля 2017 года, в ознаменование своего 70-летия в качестве главнокомандующего Королевским уланским полком и его предшественниками, королева присвоила полку почётный суффикс «собственный Её Величества Елизаветы» в знак признания их заслуг перед королевой Елизаветой II и королевой-матерью Елизаветой.

## Оперативная роль
Формирование представляет собой бронекавалерийский полк (Armoured Cavalry Regiment), оснащённый БМП «Уорриор». Предполагалось, что с 2019 года его заменит Ajax (Scout SV); однако, после значительных задержек, испытания Ajax в Британской армии были приостановлены летом 2021 года из-за чрезмерной вибрации. В настоящее время также используется машина командования и связи «Пантера» (Panther CLV).
Полк состоит из трёх сабельных эскадронов и одного эскадрона командования и поддержки. Королевский уланский полк является частью Королевского бронетанкового корпуса. Она базируется в Каттерике в составе 12-й бронетанковой бригады.

## Старшинство
| Вышестоящий полк Её Величества королевский гусарский полк | Кавалерийский порядок старшинства | Нижестоящий полк Его Величества королевский гусарский полк |

## Традиции
Значок на полковой кепи называется «Девиз» и расшифровывается как «Смерть или слава» (Death or Glory).

## Преемственность
Королевский уланский полк в настоящее время является последним полком в британской армии, сохранившим звание «уланы». Он прямо или косвенно унаследовал традиции шести британских уланских полков, которые существовали до тех пор, пока в 1922 году не началась серия слияний.
| Реформы Чайлдерса 1881 года                                                                     | Слияния 1922 года                                                                                  | 1990 год                                                                                           | 2015 год                                                                                                |
| ----------------------------------------------------------------------------------------------- | -------------------------------------------------------------------------------------------------- | -------------------------------------------------------------------------------------------------- | --- |
| 16-й (Её Величества) уланский полк (16th (The Queen’s) Lancers)                                 | 16-й/5-й Её Величества королевский уланский полк (16th/5th The Queen’s Royal Lancers)              | Её Величества королевский уланский полк (Queen’s Royal Lancers)                                    | Королевский уланский полк (собственный Её Величества Елизаветы) (Royal Lancers (Queen Elizabeths' Own)) |
| 5-й (королевский ирландский) уланский полк (5th (Royal Irish) Lancers)                          | 16-й/5-й Её Величества королевский уланский полк (16th/5th The Queen’s Royal Lancers)              | Её Величества королевский уланский полк (Queen’s Royal Lancers)                                    | Королевский уланский полк (собственный Её Величества Елизаветы) (Royal Lancers (Queen Elizabeths' Own)) |
| 17-й (собственный герцога Кэмбриджского) уланский полк (17th (Duke Of Cambridge’s Own) Lancers) | 17-й/21-й уланский полк (17th/21st Lancers)                                                        | Её Величества королевский уланский полк (Queen’s Royal Lancers)                                    | Королевский уланский полк (собственный Её Величества Елизаветы) (Royal Lancers (Queen Elizabeths' Own)) |
| 21-й (императрицы Индии) уланский полк (21st (Empress of India’s) Lancers)                      | 17-й/21-й уланский полк (17th/21st Lancers)                                                        | Её Величества королевский уланский полк (Queen’s Royal Lancers)                                    | Королевский уланский полк (собственный Её Величества Елизаветы) (Royal Lancers (Queen Elizabeths' Own)) |
| 9-й (Её Величества королевский) уланский полк (9th (The Queen’s Royal) Lancers)                 | 9-й/12-й королевский уланский полк (принца Уэльского) (9th/12th Royal Lancers (Prince of Wales’s)) | 9-й/12-й королевский уланский полк (принца Уэльского) (9th/12th Royal Lancers (Prince of Wales’s)) | Королевский уланский полк (собственный Её Величества Елизаветы) (Royal Lancers (Queen Elizabeths' Own)) |
| 12-й (принца Уэльского королевский) уланский полк (12th (Prince Of Wales’s Royal) Lancers)      | 9-й/12-й королевский уланский полк (принца Уэльского) (9th/12th Royal Lancers (Prince of Wales’s)) | 9-й/12-й королевский уланский полк (принца Уэльского) (9th/12th Royal Lancers (Prince of Wales’s)) | Королевский уланский полк (собственный Её Величества Елизаветы) (Royal Lancers (Queen Elizabeths' Own)) |

## Альянсы
- Канада: Конный полк лорда Стратконы (королевские канадцы)[англ.] (Lord Strathcona’s Horse (Royal Canadians))
- Пакистан: 12-й кавалерийский полк Сэма Брауна (рубежные силы)[англ.] (12th Cavalry Sam Browne’s Cavalry (Frontier Force))
- Великобритания: HMS Prince of Wales (CVF)